# Teen Angels - La Despedida
Teen Angels: La Despedida é o sexto e último álbum de estúdio da banda argentina TeenAngels. Este novo material discográfico inclui três canções inéditas e novas versões de canções anteriores do quinteto musical. Saiu a venda en 17 de abril de 2012, sob o rótulo da Sony Music.
Este disco é lançado com o motivo da separação do grupo, que traz 6 anos (2007-2012), o grupo abandonará os cenários e se despedirá de seu público com uma série de shows intitulados Baja El Telón no Teatro Gran Rex de Buenos Aires, Argentina.
Se converteu a nº 1 em vendas, na primeira semana de lançamento segundo a CAPIF.

## Lista de Canções
| #  | Nome                   | Intérprete                      | Duração |
| -- | ---------------------- | ------------------------------- | ------- |
| 1  | Baja el Telón          | TeenAngels                      | 3:43    |
| 2  | Llega En Forma De Amor | TeenAngels                      | 3:41    |
| 3  | Estoy Aquí Otra Vez    | TeenAngels                      | 3:40    |
| 4  | Integridad Perfecta    | Rocío Igarzábal e Nicolas Riera | 4:00    |
| 5  | Quién                  | TeenAngels                      | 3:02    |
| 6  | Vos Ya Sabés           | TeenAngels                      | 3:39    |
| 7  | Resiste                | TeenAngels                      | 3:21    |
| 8  | A Decir Que Sí         | TeenAngels                      | 2:42    |
| 9  | Vuelvo A Casa          | TeenAngels                      | 3:40    |
| 10 | Bravo Por La Tierra    | TeenAngels                      | 3:09    |
| 11 | Hoy                    | TeenAngels                      | 2:59    |
| 12 | Que Nos Volvamos A Ver | TeenAngels                      | 3:07    |

## Ficha técnica
DIREÇÃO GERAL: Pablo Durand e Fernando López Rossi; exceto tema 4, produzido e dirigido por Eduardo Frigerio e Federico San Millan.
- Intérpretes: Mariana Espósito, Rocío Igarzábal, Gastón Dalmau, Nicolás Riera e Juan Pedro Lanzani.
- Arranjos, teclados e programação: Matías Zapata (1, 2, 5, 6, 9, 10, 12), Diego Ortells (8, 11), Gustavo Novello (3, 4, 7).
- Guitarras: Peter Akserirad (todos as canções exceto 1 e 4), Gustavo Novello (3, 7), Sergio Pérez (1), Juan Ábalos (4).
- Guitarra acústica adicional: Pablo Durand (3, 6, 7, 10).
- Baixos:  Guillermo Vadala (todos as canções exceto 4), Matías Méndez (8).
- Bateria: Jota Morelli (todos as canções exceto 4), Luis Burgio (4).
- Coros:  Paula Varela, Magalí Bachor, Pablo Cordero, Virginia Módica, Mariela Perticari, Willy Lorenzo, Máximo Reca, Paula Reca, Jaime Domínguez.
- Letras: María Cristina de Giacomi, Pablo Durand e Fernando López Rossi.
- Trombeta: Ervin Stutz (10).
- Saxo: Alejo Von Der Pahlen (10).